# Mélique
Melica
Genre
Classification phylogénétique
La Mélique, Melica, est un genre de plantes herbacées de la famille des Poacées (graminées) qui comprend une quarantaine d'espèces des régions tempérées.

## Principales espèces
- Melica altissima L.
- Melica andina Hauman
- Melica argyrea Hack.
- Melica aurantiaca Desr.
- Melica brasiliana Ard.
- Melica bulbosa Geyer ex Porter & J. M. Coult.
- Melica californica Scribn.
- Melica canescens (Regel) Lavrenko
- Melica ciliata L.
- Melica cupani Guss.
- Melica decumbens Thunb.
- Melica eligulata Boiss.
- Melica eremophila Torres
- Melica harfordii Bol.
- Melica hyalina Döll
- Melica imperfecta Trin.
- Melica jacquemontii Decne.
- Melica lilloi Bech.
- Melica macra Nees
- Melica micrantha Boiss. & Hohen.
- Melica minuta L.
- Melica mutica Walter
- Melica nitens (Scribn.) Nutt. ex Piper
- Melica nutans L.
- Melica persica Kunth
- Melica picta K. Koch
- Melica porteri Scribn.
- Melica racemosa Thunb.
- Melica radula Franch.
- Melica rigida Cav.
- Melica sarmentosa Nees
- Melica scabrosa Trin.
- Melica smithii (Porter ex A. Gray) Vasey
- Melica stricta Bol.
- Melica subulata (Griseb.) Scribn.
- Melica taurica K. Koch
- Melica transsilvanica Schur
- Melica turczaninowiana Ohwi
- Melica uniflora Retz.
- Melica violacea Cav.
- Melica virgata Turcz. ex Trin.